# Jürgen Sarnowsky

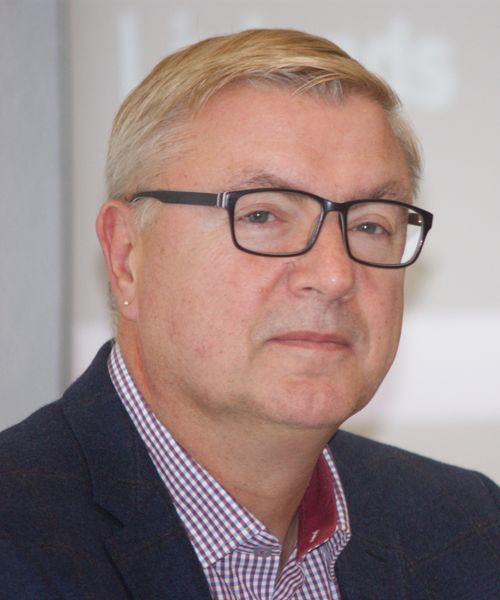
Jürgen Sarnowsky, aufgenommen von Werner Maleczek im Jahr 2016.

Jürgen Sarnowsky (* 16. November 1955 in Berlin) ist ein deutscher Historiker. Er lehrte von 1996 bis 2021 als Professor für Mittelalterliche Geschichte an der Universität Hamburg. Thematisch forschte er vor allem zu den geistlichen Ritterorden im mittelalterlichen Europa, der allgemeinen Geschichte Preußens im Mittelalter, Englands im Mittelalter, der Geistes- und Bildungsgeschichte des Mittelalters sowie digitalen Editionen und E-Learning.

## Leben
Jürgen Sarnowsky studierte ab 1975 an der FU Berlin Geschichte, Physik und Philosophie. Die Erste Staatsprüfung für das Amt des Studienrats legte er 1981 ab. Von 1982 bis 1987 arbeitete er als Wissenschaftlicher Mitarbeiter bei Dietrich Kurze. Im Jahr 1985 wurde er in den Fächern Mittlere und Neuere Geschichte promoviert. An der FU Berlin war er von 1982 bis 1993 als wissenschaftlicher Mitarbeiter und Assistent tätig. Dort erfolgte 1992 die Habilitation mit dem Thema Die Wirtschaftsführung des Deutschen Ordens in Preußen (1382–1454). Sarnowsky nahm Lehrstuhlvertretungen an der Universität Chemnitz-Zwickau (1993/94) sowie der Universität Hamburg (1995/96) wahr. 1994/1995 war Sarnowsky Inhaber eines Heisenberg-Stipendiums.
Von 1996 bis 2021 lehrte Sarnowsky als Nachfolger von Gerhard Theuerkauf als Professor für mittelalterliche Geschichte am Historischen Seminar der Universität Hamburg. Im Jahr 1996 gründete er mit Nikolaus Henkel den Hamburger Mittelalterkreis zur interdisziplinären Vernetzung der mediävistisch arbeitenden Disziplinen. Er war von April 2002 bis März 2004 Dekan des Fachbereichs Philosophie und Geschichtswissenschaft.
Sarnowsky ist seit 2019 Vorsitzender der Historischen Kommission für ost- und westpreußische Landesforschung, deren ordentliches Mitglied er seit 1994 ist. Er ist Mitglied der Internationalen Historischen Kommission zur Erforschung des Deutschen Ordens. Er ist auch Vorstandsmitglied des Hansischen Geschichtsvereins. Im Jahr 1999 wurde er korrespondierendes Mitglied der Historischen Fakultät der Universität Toruń, im Jahre 2000 Mitglied im Herder-Forschungsrat. Er wurde 2019 zum Vorsitzenden des Hansischen Geschichtsvereins gewählt. Er ist Mitbegründer und Mitherausgeber der Reihe Nova Mediaevalia.

## Forschungsschwerpunkte
Seine Forschungsschwerpunkte sind die geistlichen Ritterorden im mittelalterlichen Europa. Weitere Arbeitsgebiete sind die Hanse-, landes-, wirtschafts-, sozial- und stadtgeschichtliche Forschungen, die Geistes- und Bildungsgeschichte des Mittelalters sowie England im Mittelalter. Weitere Forschungsschwerpunkte sind die digitale Edition spätmittelalterlicher Quellen und das E-Learning.
Zahlreiche und grundlegende Arbeiten legte er vor allem zum Deutschen Orden in Preußen und zu den Johannitern auf Rhodos vor. Seine Arbeit über die Wirtschaftstätigkeit des Deutschen Ordens wurde als eine der wichtigsten Arbeiten zur preußischen Deutschordens- und zur preußischen Landesgeschichte gewürdigt. Darin wandte er sich gegen die These eines allgemeinen Niedergangs des Ordens nach der verlorenen Schlacht von Tannenberg. Im Jahr 2001 erschien von ihm eine Arbeit zur Spätphase der Johanniter auf Rhodos. Bis dahin war die Geschichte des Johanniterordens während der letzten hundert Jahre angesichts der über ganz Europa verstreuten Überlieferung und des Mangels an Vorarbeiten weitgehend unerforscht. Er war von 2008 bis 2014 Leiter des DFG-Projekts „Erschließung und virtuelle Rekonstruktion der älteren Register der Kanzlei des Deutschen Ordens“. Seit 2013 leitet er das DFG-Projekt „Quellen zur Wirtschaftsführung untergeordneter Amtsträger des Deutschen Ordens in Preußen“. Für eine breitere Leserschaft veröffentlichte er Einführungen über den Deutschen Orden (2007), die Templer (2009) und Johanniterorden (2011). Im Jahr 2018 erschien von ihm eine Darstellung über die geistlichen Ritterorden von ihren Anfängen im 12. und 13. Jahrhundert bis in die Gegenwart.
Sarnowsky veröffentlichte 2002 die erste deutschsprachige Überblicksdarstellung zum mittelalterlichen Jahrtausend englischer Geschichte. In drei großen Hauptkapitel behandelt Sarnowsky das angelsächsische England von 400 bis 1066 (S. 79–150), das normannische und angevinische England von 1066 bis 1272 (S. 151–249) sowie das spätmittelalterliche England (S. 151–249).
Ein weiterer Schwerpunkt sind digitale Editionen und E-Learning. Sarnowsky begann sich als Historiker bereits früh in seiner Zunft mit den Chancen und Herausforderungen der digitalen Welt für die Geschichtswissenschaft zu beschäftigen. Seit seiner Berufung förderte er das Netzwerk Geschichtswissenschaft in der digitalen Welt. Schon früh veröffentlichte Sarnowsky ungedruckte Quellen in einem Webportal zum Spätmittelalter. Bereits 1999 übernahm Sarnowsky in Kooperation der Historischen Kommission für ost- und westpreußische Landesforschung und dem Geheimen Staatsarchiv Preußischer Kulturbesitz Das virtuelle Preußische Urkundenbuch. Von 1382 bis 1525 wird eine auf Veröffentlichungen und ungedruckten Stücken aufbauende Sammlung von Regesten und Volltexten angelegt. Er initiierte das digitale Hamburgische Urkundenbuch. Er ist Gründungsmitglied und Geschäftsführender Direktor des Zentrums Geisteswissenschaften in der digitalen Welt. Von 2007 bis 2008 führte er das Projekt die Bereitstellung und Interpretation von Quellen in den Neuen Medien durch. Mit Christoph Schäfer leitete er 2006 eine Fachtagung zum Thema Forschen in der digitalen Welt.
Im Jahr 2006 gab Sarnowsky die Beiträge einer 2003 abgehaltenen Tagung zu den städtischen Amtsbüchern des Hanseraums heraus. Sarnowsky befasste sich mit dem Ende der mittelalterlichen Hanse. Er kritisierte das in der Forschung nach wie vor vorherrschende Dreier-Schema mit Anfänge, „Blütezeit“ und Niedergang zur Hansegeschichte. Die Wandlungen um 1500 müssten seiner Meinung nach als Prozess des Übergangs in eine neue Phase hansischer Geschichte betrachtet werden. Dies sei mehr gewesen als ein bloßer Niedergang.
Er legte 2015 auf der Grundlage zahlreicher Reiseberichte eine Überblicksdarstellung zu den Entdeckungsreisen des 13. und 15. Jahrhunderts vor.

## Schriften (Auswahl)
Monografien
- Bildung und Wissenschaft im Mittelalter (= Nova mediaevalia. Band 23). V&R unipress, Göttingen 2022, ISBN 978-3-8471-1485-7.
- Die geistlichen Ritterorden. Anfänge – Strukturen – Wirkungen. Kohlhammer, Stuttgart 2018, ISBN 978-3-17-022579-4.
- Die Erkundung der Welt. Die großen Entdeckungsreisen von Marco Polo bis Alexander von Humboldt. Beck, München 2015, ISBN 3-406-68150-6.
- Der Deutsche Orden. 2., durchgesehene Auflage, Beck, München 2012, ISBN 978-3-406-53628-1.
- England im Mittelalter. Primus, Darmstadt 2002, ISBN 3-89678-420-X.
- Macht und Herrschaft im Johanniterorden des 15. Jahrhunderts. Verfassung und Verwaltung der Johanniter auf Rhodos (1421–1522) (= Vita regularis. Ordnungen und Deutungen religiosen Lebens im Mittelalter. Band 14). Lit, Münster 2001, ISBN 3-8258-5481-7.
- Die Wirtschaftsführung des Deutschen Ordens in Preußen (1382–1454) (= Veröffentlichungen aus den Archiven Preußischer Kulturbesitz. Band 34). Böhlau, Köln 1993, ISBN 3-412-07893-X.
- Die aristotelisch-scholastische Theorie der Bewegung. Studien zum Kommentar Alberts von Sachsen zur Physik des Aristoteles (= Beiträge zur Geschichte der Philosophie und Theologie des Mittelalters. Texte und Untersuchungen. Neue Folge, Band 32). Aschendorff, Münster 1989, ISBN 3-402-03927-3.

Herausgeberschaften
- mit Stuart Jenks, Marie-Luise Laudage: Vera lex historiae. Studien zu mittelalterlichen Quellen. Festschrift für Dietrich Kurze zu seinem 65. Geburtstag am 1. Januar 1993. Böhlau, Köln 1993, ISBN 3-412-10191-5.
- Verwaltung und Schriftlichkeit in den Hansestädten (= Hansische Studien. Band 16). Porta-Alba-Verlag, Trier 2006, ISBN 3-933701-21-X.
- Bilder – Wahrnehmungen – Vorstellungen. Neue Forschungen zur Historiographie des hohen und späten Mittelalters (= Nova mediaevalia. Quellen und Studien zum europäischen Mittelalter. Band 3). V & R Unipress, Göttingen 2007, ISBN 978-3-89971-340-4.
- Konzeptionelle Überlegungen zur Edition von Rechnungen und Amtsbüchern des späten Mittelalters (= Nova mediaevalia. Quellen und Studien zum europäischen Mittelalter. Band 16). V&R unipress, Göttingen 2016, ISBN 978-3-8471-0677-7.